# Зеркальный телескоп Шайна
Зеркальный телескоп им. Г. А. Шайна — один из крупнейших в Европе оптических телескопов рефлекторов. Второй по величине на территории стран СНГ
(наряду с «ЗТА» и «РОТ-54/2.6») после «БТА».
На момент постройки (1960 г.) — крупнейший оптический телескоп в Евразии и третий в мире, после паломарского (5 м) и ликского (3 м) телескопов. На сегодняшний день входит в 50 крупнейших телескопов в мире (N 45). 
Главный инструмент Крымской астрофизической обсерватории. Телескоп носит имя его идейного создателя — академика Г. А. Шайна.

## История

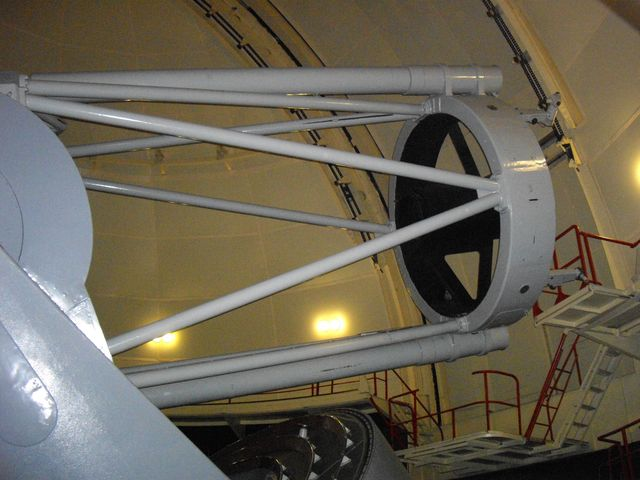

В соответствии с решением советского правительства главным телескопом создаваемой Крымской обсерватории должен быть рефлектор с зеркалом 2,5 м.
Строительство телескопа было поручено «Ленинградскому оптико-механическому объединению». Главным конструктором телескопа стал Б. К. Иоаннисиани. В сооружении участвовало более сорока различных организаций. Для общего руководства был организован комитет под председательством руководителя звездного отдела «КрАО» В. Б. Никонова. Работа началась в 1954 г. В феврале 1956 г., когда проблемой занялся Д. Ф. Устинов, возглавлявший тогда Министерство оборонной техники, в систему которого входила и оптико-механическая промышленность, строительство сдвинулось с мертвой точки.
В 1960 создание телескопа было завершено. На момент создания инструмент был крупнейшим в СССР и в Европе и третьим в мире. Для конструкторов и инженеров «Ленинградского оптико-механического объединения» это был первый опыт создания больших телескопов.
К декабрю 1961 г. телескоп приняла Государственная комиссия. Григорий Абрамович Шайн, бывший инициатором его создания, не дожил до окончания строительства, скончавшись в августе 1956 г. Позже телескоп был назван его именем.

## Технические характеристики
«ЗТШ» является универсальным астрофизическим инструментом, имеющим 4 независимые оптические схемы: прямой фокус со светосилой F/4, фокусы Кассегрена и Нэсмита со светосилами F/16 и фокусы куде — прямой и ломаный — со светосилой F/40. Это позволяет работать с большим набором аппаратуры, и решать широкий круг астрономических задач.
Главное зеркало телескопа, сделанное из пирекса, весит почти 4 тонны при толщине около 40 см. В настоящее время оно нуждается в модернизации в связи с ухудшением качества оптической поверхности.
Труба весит 30 т. Подвижная часть телескопа 62 т. Весь телескоп в сборе 105 т. Высота башни составляет 28 м.

## Направления исследований
Основное направление исследований, проводимых на «ЗТШ»: 
- нестационарные процессы
- химический состав и магнетизм звёзд
- физика активных ядер галактик
- оптическое послесвечение гамма-всплесков